# James Allum
James Allum est un homme politique canadien, il est élu à l'Assemblée législative du Manitoba lors de l'élection provinciale de 2011. Il représente la circonscription de Fort Garry-Riverview en tant qu'un membre du Nouveau Parti démocratique du Manitoba.